# Gianmaria Biemmi
Giammaria Biemmi (Goglione Sopra, 2 febbraio 1708 – Brescia, 27 dicembre 1784) è stato un prete e storico italiano.
È noto nella storiografia albanese per la sua opera più famosa, Istoria di Giorgio Castrioto Scanderbeg-Begh, una biografia dell'eroe nazionale albanese Giorgio Castriota Scanderbeg pubblicata a Brescia nel 1742. L'opera si basava sui lavori di alcuni storici e umanisti italiani e bizantini, come Francesco Filelfo, Giovanni Pontano, Raffaele Maffei, Laonico Calcondila e Giorgio Sfranze. Si avvalse inoltre di documenti d'archivio compilati da Odorico Rinaldi (1595-1671) e Giovanni Sagredo (1616-1696). Da altre fonti, Biemmi avrebbe anche utilizzato una pubblicazione veneziana del 1480 di un ignoto umanista albanese di Bar.

## Studi
Studiò retorica, teologia, diritto e storia. Nel 1731 divenne un prete cattolico.

## Opere
- Istoria di Giorgio Castriota detto Scanderbergh (1742)
- Istoria di Brescia (tomo I - 1748, tomo II - 1749)
- Istoria di Ardiccio degli Aimoni e di Alghisio Gambara (1759)